# Герб Буэнос-Айреса
Герб Буэнос-Айрес — официальный символ города Буэнос-Айрес, Аргентина, используемый различными городскими организациями. Первый вариант принят в 1580 году, современный вариант появился в 1649 году, нынешний герб принят в 2012 году.

## Описание и символика
Официальное описание и символика:
|                                                         | El Escudo de la Ciudad Autónoma de Buenos Aires consiste en una versión depurada del aprobado el 7 de Julio de 1856 por el Consejo Municipal de Buenos Aires y que recibió sanción definitiva por Ordenanza del 3 de diciembre de 1923, de conformidad con el gráfico incorporado como Anexo I, consistente en un óvalo con la imagen del Río de la Plata, dos naves que simbolizan las dos fundaciones de la Ciudad, y una paloma blanca, con sus alas abiertas sobre el cielo que representa el Espíritu Santo |  | Герб автономного города Буэнос-Айрес представляет собой улучшенную версию герба, утверждённого 7 июля 1856 года муниципальным советом Буэнос-Айреса и получившего окончательное утверждение Постановлением от 3 декабря 1923 года, рисунок которого включён в Приложение I. Герб представляет собой овал на котором изображены река Рио-де-ла-Плата, два корабля, которые показывают, что город был основан два раза, и распростёрший крылья белый голубь в небе, обозначение Святого Духа» |  |
| Ley 4408 - Escudo de la Ciudad Autónoma de Buenos Aires | |  | |  |

## История

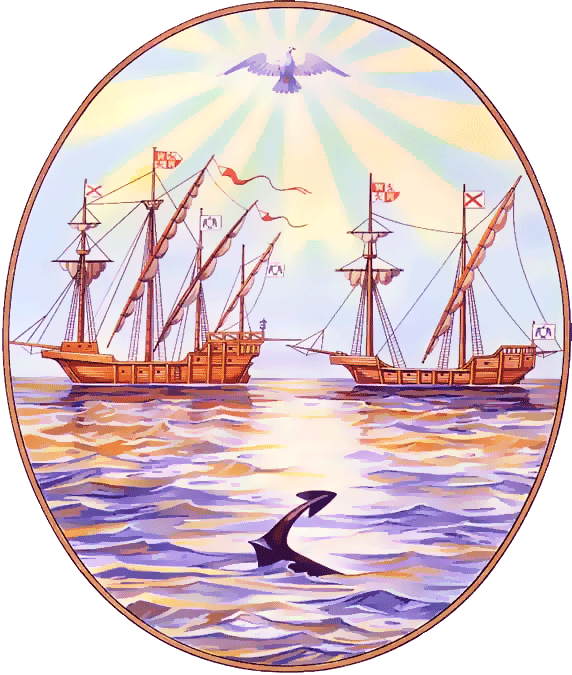
Герб 1923 года

20 октября 1580 г. правительство города, возглавляемое Хуаном де Гараем, утвердила первый проект герба города. В 1591 году Совет по делам Индий утвердил вариант, предложенный Гараем, разрешив городу использовать его. На гербе в серебряном поле был изображён чёрный коронованный орёл, держащий в правой лапе крест ордена Калатравы, внизу изображено четыре птенца. На оригинальном гербе Гарая орёл смотрит влево, что является нарушением законов геральдики, поэтому на протяжении истории существования герба его часто изображали смотрящим вправо. До 1615 года герб больше не упоминался в документах. В 1615 году герб был упомянут, при этом в описании говорится о пеликане и пяти птенцах, при этом причины изменения герба не поясняются, однако вариант с пеликанами более не упоминался.
Композиция современного герба города с летящим голубем и кораблями был утверждён как печать города 5 ноября 1649 года, во время губернаторства Хасинто де Лариса, и с этого момента у города было два символа — герб с орлом и герб (печать) с голубем и кораблями. С течением времени были произведены последовательные модификации герба с голубем и кораблями, вплоть до 1852 года, когда муниципальное правительство Буэнос-Айреса было реорганизовано и Комиссии по образованию была поручена разработка проекта печати для муниципалитета. Указанная комиссия предложила использовать уже существовавший герб, и в 1856 год был издан соответствующий указ, при этом многие официальные документы муниципалитета продолжали использовать варианты, отличающиеся в деталях.
Чтобы окончательно установить правильное изображение герба, 3 декабря 1923 года было принято новое, более точное описание герба. Он представлял собой эллипс с пропорциями 5/6 между его большой и малой осью, в верхней части которого изображён белый голубь с раскрытыми крыльями в ореоле солнечных лучей, символизирующий Святой Дух, под чьим покровительством находился город. Внизу овала изображён наполовину погруженный в воду якорь, который показывал, что Буэнос-Айрес — портовый город. Немного ниже линии малой оси овала изображены два корабля, каравелла и бригантина 16-го века, оба под испанскими флагами и видимые с левого борта. Согласно некоторым исследованиям, первый корабль означал основание города Педром де Мендосой, а второй — Хуаном де Гараем. Вода, по которой плывут корабли — река Рио-де-ла-Плата.
В 2012 году был принят современный вариант, автором которого был депутат Фернандо де Андреис. Герб при этом основывался на изображении 1856 года, с уточнениями от 1923 года, однако, в отличие от предыдущих изображений, на современном гербе отсутствует якорь.